# Desaparecimento na boleia
O Desaparecimento na Boleia (ou variações como a Boleia Fantasma ou simplesmente A Boleia) é uma lenda urbana em que as pessoas que viajam num veículo conhecem ou são acompanhadas por uma pessoa que pede boleia que consequentemente desaparece sem explicação, normalmente do veículo em movimento. O desaparecimento de pessoas que pedem boleia foram reportados por séculos e a história é encontrada por todo o mundo, com várias variantes. A popularidade e duração da lenda ajudou a  espalhar pela cultura popular.
O conhecimento público do termo expandiu-se grandemente com a publicação de 1981 de Jan Harold Brunvand The Vanishing Hitchhiker, que ajudou a lançar a consciência do público nas lendas urbanas. No seu livro, Brunvand sugere que a história de The Vanishing Hitchhiker pode ser levada mais atrás para os anos de 1870 e tem "reconhecidos paralelos com a Coreia, Czares Russos, entre chineses-americanos, mórmons, e montanhistas de Ozark".
O protótipo moderno de pessoa desaparecida que pede boleia é uma figura nos faróis de um carro que viaja à noite com apenas um ocupante. A figura adota a instância de quem pede boleia. O motorista para e oferece-se para dar uma boleia. A viagem começa, algumas vezes em total silêncio, e num determinado ponto, o passageiro parece desaparecer enquanto o veículo está em andamento. Em muitos casos, a pessoa desaparece quando (normalmente) o veículo chega ao destino.

## Variações
Uma comum variação do acima descrito envolve a pessoa que pede boleia desaparecida saindo como se fosse um passageiro normal, deixando esquecido algo no carro, ou levando emprestado algo para se proteger do frio (mesmo que as condições climáticas não reflitam a queixa). A pessoa que pede boleia desaparecido pode também deixar algum tipo de informação que alegadamente encoraja o motorista a fazer um contacto.
Neste tipo de contos, o vestuário levado é normalmente encontrado perdido num campo ou num cemitério local. Na situação de "informação transmitida", o motorista sem suspeitar consequentemente faz contacto com a família da pessoa falecida e descobre que o passageiro corresponde com a descrição de um membro da família morto de uma forma inesperada (normalmente um acidente de carro) e que o encontro do condutor com a pessoa que pede boleia é no aniversário da sua morte.
Noutra variante, durante a viagem a pessoa que viaja à boleia avisa que se aproximam de um troço perigoso, desaparecendo a seguir.
Outras variações revertem o cenário, neste a pessoa que pede boleia conhece o condutor; essa pessoa mais tarde descobre que o condutor é na verdade uma aparição de uma pessoa que morreu.
Nem todos os relatórios de pessoas que pedem boleia desaparecidas envolvem, alegadamente, fantasmas. Uma variante popular no Havai envolve a deusa Pele, que viaja pelas estradas de forma incógnita e recompensa viajantes simpáticos. Outras variantes incluem pessoas que pedem boleia que pronunciam profecias (tipicamente de catástrofes pendentes ou outros demónios) antes de desaparecerem.
O investigador do paranormal Michael Goss no seu livro The Evidence for Phantom Hitch-Hikers descobre que muitos dos relatórios de pessoas que pedem boleia desaparecidas acabam por ser baseadas no folclore e histórias já ouvidas. Goss também examina alguns casos e atribui-os a alucinações da pessoa que tem a experiência.

## Classificações
O primeiro estudo da história do desaparecimento de pessoas que pedem boleia foi levado a cabo em 1942-3 pelos folcloristas americanos Richard Beardsley e Rosalie Hankey, que juntaram o maior número de provas e tentaram analisá-las. 
O inquérito Beardsley-Hankey obteve 79 testemunhos escritos de encontros com pessoas que pedem boleia desaparecidas, ao longo dos Estados Unidos.
Eles encontraram: "Quatro versões diferentes, distinguíveis devido às diferenças óbvias no desenvolvimento e na importância". 
Estas foram descritas como:
- A. Histórias onde a pessoa que pede boleia dá uma morada onde o motorista percebe que deu boleia a um fantasma.
  - 49 das amostras de Beardsley-Hankey cabiam nesta categoria, com respostas de 16 estados dos Estados Unidos.
- B. Histórias onde a pessoa que pede boleia é uma mulher velha que profecia um desastre ou o fim da Segunda Guerra Mundial; consequentemente acaba por revelar que morreu.
  - Nove das amostras encaixam nesta descrição, e oito dessas vieram da cidade de Chicago. Beardsley e Hankey sentiram que isto indicava uma origem local, que dataram de aproximadamente 1933: duas pessoas que pediram boleia da versão B profetizaram um desastre na Exposição Universal de 1933 e outro previu calamidade na "Feira Mundial". Este tópico destas previsões sem sucesso não pareceram demover a aparição da versão B, um do qual avisou que Northerly Island, no Lago Michigan, iria brevemente afundar (isto nunca aconteceu).
- C. Histórias onde uma rapariga é conhecida num local de entretenimento, por exemplo dança, em vez de na estrada; ela deixa algo para se aquecer (normalmente o casaco que leva emprestado do motorista) na sua campa para corroborar a sua experiência e identidade.
  - A uniformidade entre as contas separadas desta variável levou Beardsley e Hankey a duvidar fortemente da autenticidade do folclore.
- D. Histórias onde a pessoa que pede boleia é mais tarde identificada como uma divindade local.

Beardsley e Hankey ficaram particularmente interessados numa instância (localização: Kingston, Nova Iorque, 1941) no qual a pessoa que pede boleia desaparecida foi mais tarde identificada como a antiga Mãe Cabrini, fundadora do Orfanato Local do Sagrado Coração, que foi beatificada pelo seu trabalho. Os autores sentiram que este era um caso de versão B em transição para a versão D.
Beardsley e Hankey concluiram que a versão A era próxima à forma original da história, contendo os elementos essenciais da lenda. A versão B e D, acreditavam eles, eram variações localizadas, enquanto que a C era suposto ter começado como uma história de fantasmas separada que em algum ponto tornou-se obstante com a história original da pessoa desaparecida (versão A).
Uma das suas conclusões certamente parece reflectida na continuação das histórias de pessoas que pedem boleia desaparecidas: as pessoas, na maioria dos casos, são mulheres e homens que dão boleia. A amostra de Beardsley e Hankey continha 47 aparições de jovens mulheres, 14 aparições de mulheres idosas e 14 de um tipo indeterminado.
Type- and Motif-Index of the Folk Tales of England and North America (1966) de Ernest W Baughman delineia o básico do desaparecimento da seguinte forma:
"Fantasmas de mulheres jovens pedem boleia no carro, desaparecem de carros fechados sem o conhecimento do condutor, depois de lhes dar a sua morada para onde pretende ser levada. O condutor pergunta à pessoa na morada sobre o passageiro, descobre que ele está morto há algum tempo. (Normalmente o condutor descobre que o fantasma fez tentativas semelhantes de voltar, normalmente no aniversário da sua morte num acidente de carro. Algumas vezes, o fantasma deixa algum objecto como um lenço ou mala de viagem no carro)"
O sistema de notas de Baughman classifica esta história como ideia E332.3.3.1.
Subcategorias incluem:
- E332.3.3.1(a) para pessoas que pedem boleia desaparecidas que reaparecem no seu aniversário;
- E332.3.3.1(b) para pessoas que pedem boleia desaparecidas que deixam objectos nos veículos, a não ser que o objecto seja uma poça de água e, nesse caso, será E332.3.3.1(c);
- E332.3.3.1(d) é para acontecimentos de senhoras idosas sinistras que profeciam desastres;
- E332.3.3.1(e) contem acontecimentos de fantasmas que aparentemente são suficientemente sólidos para ter actividades como comer ou beber durante a viagem;
- E332.3.3.1(f) é para parentes de fantasmas que querem ser levados para o leito da morte do seu filho moribundo;
- E332.3.3.1(g) é para pessoas que pedem boleia simplesmente a pedir uma boleia para casa;
- E332.3.3.1(h-j) é uma categoria reservada exclusivamente para freiras desaparecidas (uma variante surpreendente) algumas que dão profecias do futuro.

Aqui, o fenómeno disfarça-se com os encontros religiosos, com a última classificação - E332.3.3.2 - direccionada para divindades que pedem boleia. A lenda de St. Christopher é considerada uma delas, e a história do Philip o Apóstolo que foi transportado por Deus depois de encontrar o Etiópio na estrada (Actos 8:26-39) é por vezes interpretada de forma semelhante.

## Pessoas que pedem boleia proféticas desde os anos 70
O fenómeno das pessoas que pedem boleia desaparecidas tomou uma decidida divindade durante os anos 70 e princípios de anos 80.
- 1975 viu uma série de relatórios de freiras proféticas a desaparecerem de carros depois de boleias perto da fronteira Austríaca-Alemã. A 13 de Abril desse ano, depois de um empresário de 43 anos conduzir o seu carro para fora da estrada assustado com o desaparecimento do seu passageiro, a polícia austríaca ameaçou com uma multa de £200 a quem reportasse histórias semelhantes.

- No princípio de 1977, perto de uma dúzia de motoristas em e à volta de Milão reportaram boleias a outra freira desaparecida, que (antes do seu desaparecimento) avisou os seus benfeitores da destruição de Milão por um terramoto a 27 de Fevereiro (este desastre nunca aconteceu) (La Stampa, 25 e 26 de Fevereiro, 1 de Março de 1977; Dallas Morning News 25 de Fevereiro de 1977).

- Em 1979, perto de Little Rock, Arkansas, um jovem rapaz bem vestido e apresentável pedia boleias apesar da proibição nesse sentido. Quando estava em segurança a bordo, deu detalhes sobre a Segunda Vinda de Cristo aos condutores. Depois de revelar as suas previsões, desapareceu do carro em andamento. O "apresentável jovem" continuou as suas excursões durante um ano. O último relatório de avistamento foi em 6 de Julho de 1980, quando a profecia da pessoa que pedia boleia desaparecida era aparentemente uma mudança de tempo. Ele assegurou ao seu condutor preocupado (e passageiros, fazendo disto um múltiplo avistamento) que nunca mais ia chover - antes de desaparecer do carro em andamento um momento ou dois depois. O nome de um Arkansas State Trooper - Robert Rotten - foi mais tarde confirmado à imprensa (Indiana Star, 26 de Julho de 1980) que tinha feito dois relatórios do comportamento desta personagem, mas que não tinham conhecimento de mais.

- Por volta da mesma altura que a profecia de cima, um segundo itinerante andava a desaparecer de carros por volta a Interestadual 5, entre Tacoma, Washington, e Eugene, Oregon. Descrito como uma mulher idosa entre 50 e 60 anos, por vezes vestida de freira, a pessoa discursava sobre Deus e Salvação antes de desaparecer da cabine do carro. Outra testemunha foi avisada para se arrepender (sem especificar) dos seus pecados, ou morreria num acidente de carro. Ao longo de 1980, a pessoa que pedia boleia desaparecida começou a mostrar uma preocupação com o Monte Santa Helena. Começou a alertar os motoristas que a erupção do vulcão em Maio de 1980 significava o aviso de Deus ao Noroeste e que aqueles que não não se convertessem podiam esperar outra erupção num futuro muito próximo (18 de Maio, para ser preciso). A polícia de Tacoma registou 20 chamadas de motoristas que tinham conhecido esta pessoa sinistra. Mais tarde, a mulher tomou um novo disfarce (ou talvez fosse uma nova pessoa com preocupações semelhantes que assumiu os seus deveres) e as estradas estavam novamente ocupadas com intimações segredadas de um desastre pendente (nesta altura, a 12 de Outubro). O Midnight Globe (5 de Agosto de 1980) diz que dois oficiais da polícia falaram com motoristas chocados e um deles disse ter conhecido a mulher ou homem desaparecido.